# Сверхскопление Шепли
Сверхскопление Шепли (SCl 124) (англ. Shapley Supercluster, или англ. Shapley Concentration) — самое массивное сверхскопление галактик в наблюдаемой Вселенной, которое образует со сверхскоплением Девы гравитационно-взаимодействующий блок.
Сверхскопление представляет собой повышение плотности распределения галактик в созвездии Центавра. Масса сверхскопления примерно в 10 000 раз больше, чем у Млечного Пути, и в 4 раза больше, чем масса, наблюдаемая в области Великого аттрактора. Располагается на расстоянии 200 Мпк (около 650 миллионов световых лет), имеет вытянутую, овальную форму, с угловым диаметром в несколько раз превышающим размер лунного диска.

## История
В конце 1920-х годов Харлоу Шепли и его коллеги из обсерватории Гарвардского колледжа начали исследование галактик в южном полушарии неба, используя фотопластинки, полученные на 24-дюймовом телескопе Брюс в обсерватории Бойдена (Блумфонтейн, Южная Африка). К 1932 году Шепли сообщил об обнаружении 76000 галактик ярче 18-й видимой звёздной величины в области, занимающей третью часть южного полушария.
В 1930 году Харлоу Шепли опубликовал заметку по наблюдению удалённого «облака» галактик в созвездии Центавра: 

облако галактик в Центавре настолько большое, что может являться одним из самых густонаселённых, подобных ещё не обнаружили— transcendens.info
В 1989 году сверхскопление Шепли было официально открыто Сомаком Райчаудхори при исследовании галактик с помощью телескопа Шмидта в Великобритании. В данной работе сверхскопление было названо в честь Харлоу Шепли, в знак признания его заслуг в исследовании галактик, входящих в сверхскопление. Примерно в то же время Р. Скарамелла и его сотрудники также отметили сверхскопление в каталоге Эйбелла — они назвали его альфа-областью.

## Текущий интерес
В 2005 году астрономы при проведении рентгеновского обследования части неба обнаружили, что Великий аттрактор имеет только одну десятую массы от изначально предполагавшейся учёными. Исследование также подтвердило озвученные ранее теории, что Местную группу на самом деле тянет в сторону гораздо более массивного сверхскопления галактик, которое лежит за пределами Великого аттрактора.
На 2006 год вклад в скорость движения Местной группы со стороны Великого аттрактора оценивается в 44 %, остальная часть связана с глобальным течением, где значительная часть локальной вселенной, включая сам Великий аттрактор, движется в направлении ещё более сильного центра притяжения, находящегося в районе сверхскопления Шепли.